# Sparta (tweewielerfabrikant)

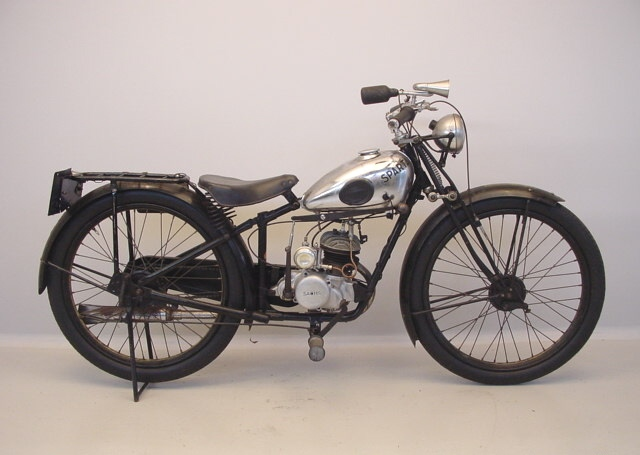
Sparta motorfiets, 1937, Sachs 98cc blok

Sparta is sinds 1917 een Nederlandse fietsfabrikant uit Apeldoorn. Het maakt deel uit van de Accell Group NV. Voorheen vervaardigde Sparta ook bak- & bromfietsen en het was in de naoorlogse jaren de grootste producent van motorfietsen in Nederland.

## Geschiedenis

### Oprichting
In 1917 werd de firma Verbeek & Schakel opgericht door Anthonie Verbeek Jr., Dirk Leendert Schakel en Lubbert Krijgsman als handelsbedrijf in fiets- en rijwielonderdelen. De firma werd gevestigd aan de Hoofdstraat in Apeldoorn. Een maand na de oprichting werd de fietsmerknaam Sparta overgenomen, waarna Verbeek & Schakel aangekochte fietsen onder die naam doorverkocht. Op 9 december 1918 stapte Verbeek uit het bedrijf.
De eerste zelfvervaardigde fiets kwam in 1920 en in de volgende jaren kwam daar ook de vervaardiging van (aanvankelijk ongemotoriseerde) bakfietsen bij. Schakel werd, nadat hij zijn vennoten had uitgekocht, in 1925 directeur van het bedrijf. Vanwege de toenemende vraag liet hij in 1927 een nieuwe fabriek bouwen bij de villa Driehuizen in Apeldoorn en Sparta zou hier uiteindelijk ongeveer 75 jaar gehuisvest blijven. In 1928 werkte Sparta met 55 werknemers in de nieuwe fabriek.
Vanaf 1931 startte de technisch vernuftige Schakel ook met de fabricage van motorfietsen, die goed werden verkocht in Nederland. Het eerste model motorfiets had een tweetakt 74 cc Sachs-motorblok. De firma was inmiddels hernoemd tot Sparta Rijwielen- en Motorenfabriek, Firma Verbeek & Schakel.

### Naoorlogse jaren
De Tweede Wereldoorlog had de Sparta fabriek stilgelegd en deze moest weer opnieuw worden opgestart. In de jaren erna zou Sparta, in 1948 hernoemd als Sparta Rijwielen- en Motorenfabriek, uitgroeien tot een vooraanstaand producent van al dan niet gemotoriseerde tweewielers. In deze jaren werd Sparta de grootste motorfietsfabrikant van Nederland. In de hele motorfietsgeschiedenis bouwde Sparta motorfietsen met tweetakt inbouwmotoren van onder meer ILO, Sachs, Villiers en Victoria.

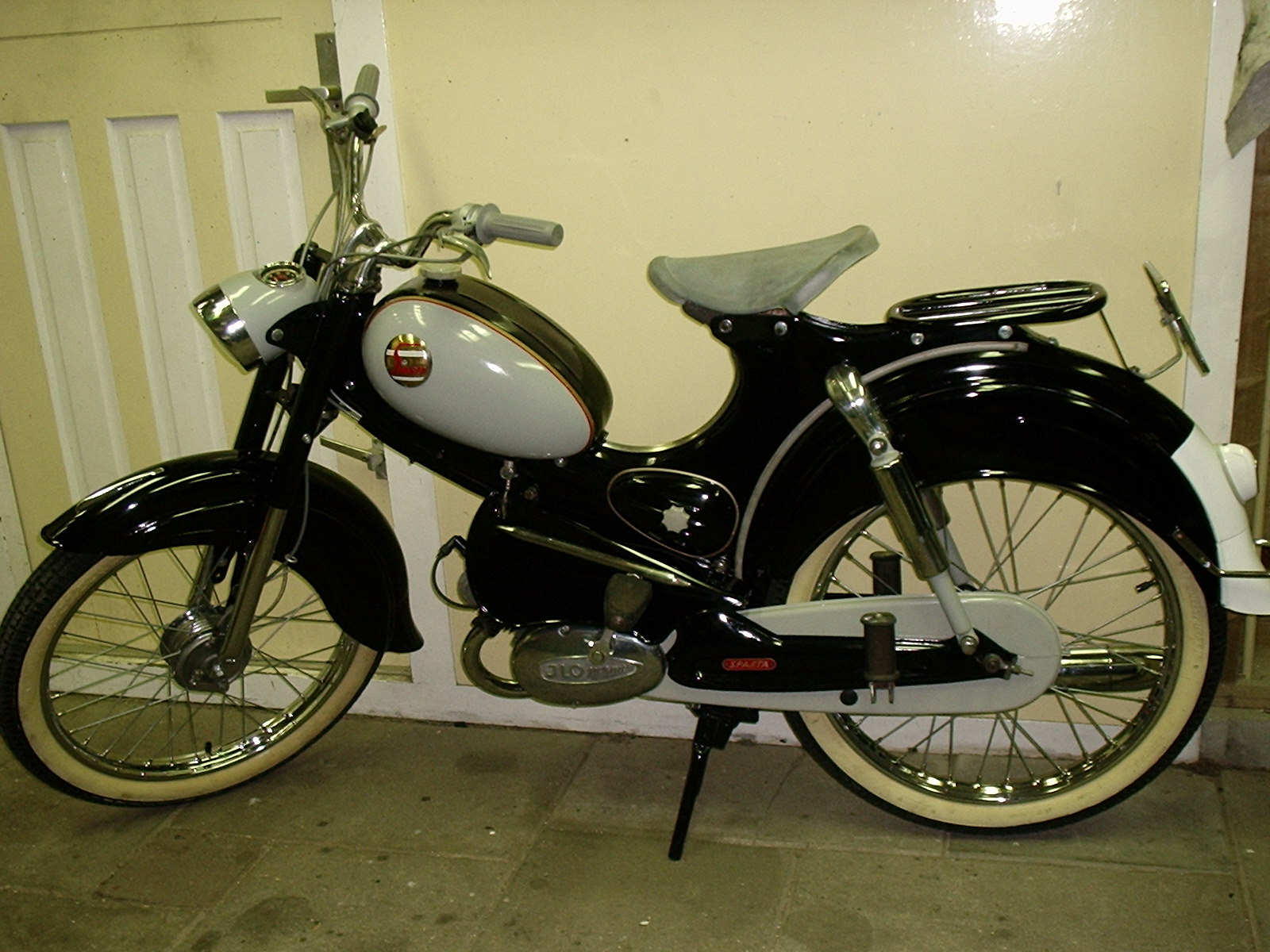
Sparta GB 50 bromfiets, circa 1957, ILO 49cc blok

Daarbij ontwikkelde in deze naoorlogse jaren de gemotoriseerde fiets zich door tot de bromfiets. Tevens kwam er in 1950 in Nederland gunstige wetgeving speciaal voor de bromfiets waardoor bromfietsers ontheven werden van de rijbewijsplicht en "wegenbelasting". Vanaf 1952 begon Sparta met het produceren van bromfietsen en richtte zich daar meer en meer op. Er kwam ook een export op gang naar andere landen in Europa, Afrika en Noord-Amerika, en landen als Indonesië en Tahiti.
Omdat inmiddels het gebruik van de bromfiets in Nederland een grote vlucht had genomen, stopte Sparta met het produceren van fietsen in 1958 en motorfietsen in 1961. Sparta begon als een van de grootste Nederlandse fabrikanten in groten getale en vele modellen bromfietsen te produceren. De modellen hadden veelal een plaatframe. Bekend opvallend bromfietsmodel was in die tijd onder andere de "verpleegsterbrommer" van Sparta: de MA 50 - MC 50.
1965 werd een topjaar, met 380 werknemers werden dat jaar 47.000 bromfietsen gebouwd. Daarna begonnen de bromfietsverkopen door verschillende omstandigheden langzaam terug te lopen. De toegenomen welvaart deed vooral veel jonge mensen besluiten door te sparen en een auto in plaats van een bromfiets aan te schaffen. De invoering van de helmplicht voor bromfietsers in 1975 zorgde ervoor dat de verkoop van bromfietsen in Nederland sterk terugliep. Sparta gebruikte deze periode van teruglopende vraag om zich weer bezig te houden met het produceren en doorontwikkelen van fietsen. Het vanaf begin jaren 70 door Sparta ontwikkelde concept "fietsframe-uit-één-stuk" waarbij het middendeel van het fietsframe uit een stuk buis werd gebogen, en het bouwen van fietsen met kokerframes, waren daarvan een voorbeeld.

### Racerij
Eind jaren 70 was Sparta betrokken bij het wereldkampioenschap wegrace met het NGK-Sparta-team. In 1978 bereikte Henk van Kessel in de 50 cc een podiumplaats in de GP van Tsjecho-Slowakije en er werden wedstrijden gewonnen in het Nederlands kampioenschap in die klasse. In 1979 trok Sparta zich terug uit de racerij.

### Spartamet
In 1982 stopte Sparta definitief met de productie van bromfietsen. Daarop begon het in 1985 in samenwerking met motorfabrikant Sachs met het produceren van een tweetakt gemotoriseerde snorfiets: de Spartamet. De Spartamet werd een belangrijk en goedlopend omzetbestanddeel voor Sparta. Rond 1990 lag de totale jaarproduktie op ruim 100.000 tweewielers, waaronder 20.000 Spartamets.
In 1999 produceerde Sparta met 170 werknemers 80.000 (snor)fietsen met een jaaromzet van €18 miljoen. In datzelfde jaar ontstond er voor Sparta echter een probleem met de toelevering van de motorblokjes voor de Spartamet. Leverancier Sachs werd overgenomen door Winning Wheels, dat eveneens concurrent Union-fietsenfabriek bezat. De levering van de motorblokjes werd stopgezet, maar Winning Wheels beloofde de productie uit te besteden aan een Italiaans bedrijf en de levering snel te zullen hervatten.
De beloofde hervatting van de levering van motorblokjes liet op zich wachten. Sparta wist de hand te leggen op een partij aan China geleverde Sachs-motorblokjes en liet deze ombouwen. Sachs beschouwde dit als inbreuk op het merken- en octrooirecht en spande een rechtszaak aan. Op 7 september 1999 oordeelde de Zutphense rechtbank in het nadeel van Sparta. Het bedrijf moest de productie van de Spartamet stopzetten en duizenden reeds verkochte exemplaren terughalen. Voor Sparta, dat het financieel op dat moment al niet gemakkelijk had, dreigde het doek definitief te vallen.

### Overname
In de overname meldden zich drie kandidaten: het Heerenveense Accell Group (waaronder Batavus en Koga-Miyata vallen), concurrent Winning Wheels en de Rhenense ondernemer G. van de Glind. Accell Group, in aantallen fietsen de derde producent in Europa, nam op 28 september 1999 Sparta over, waardoor de productie van Apeldoorn naar Heerenveen verhuisde.

### Elektrische fiets
Omdat er in 1998 kleine Japanse accu's voorhanden waren, die in combinatie met een elektromotor konden worden gemonteerd op fietsen, ontwikkelde Sparta de eerste fiets met elektrische trapondersteuning, in de volksmond e-bike genoemd, en die de Spartamet verving. De huidige fabricage van elektrische fietsen in het algemeen is gebaseerd op deze eerste ontwikkeling. Doordat het bedrijf zich volledig ging toeleggen op de productie van elektrische fietsen, werd de fabricage van gewone fietsen vanaf het productiejaar 2019 gestaakt.

## Huidige productie
Tot op de dag van vandaag produceert Sparta alleen nog elektrische fietsen in Heerenveen. In het oude fabriekspand van Sparta op de Wilmersdorf in Apeldoorn vindt de opslag en verzending van onderdelen plaats..

## Afbeeldingen

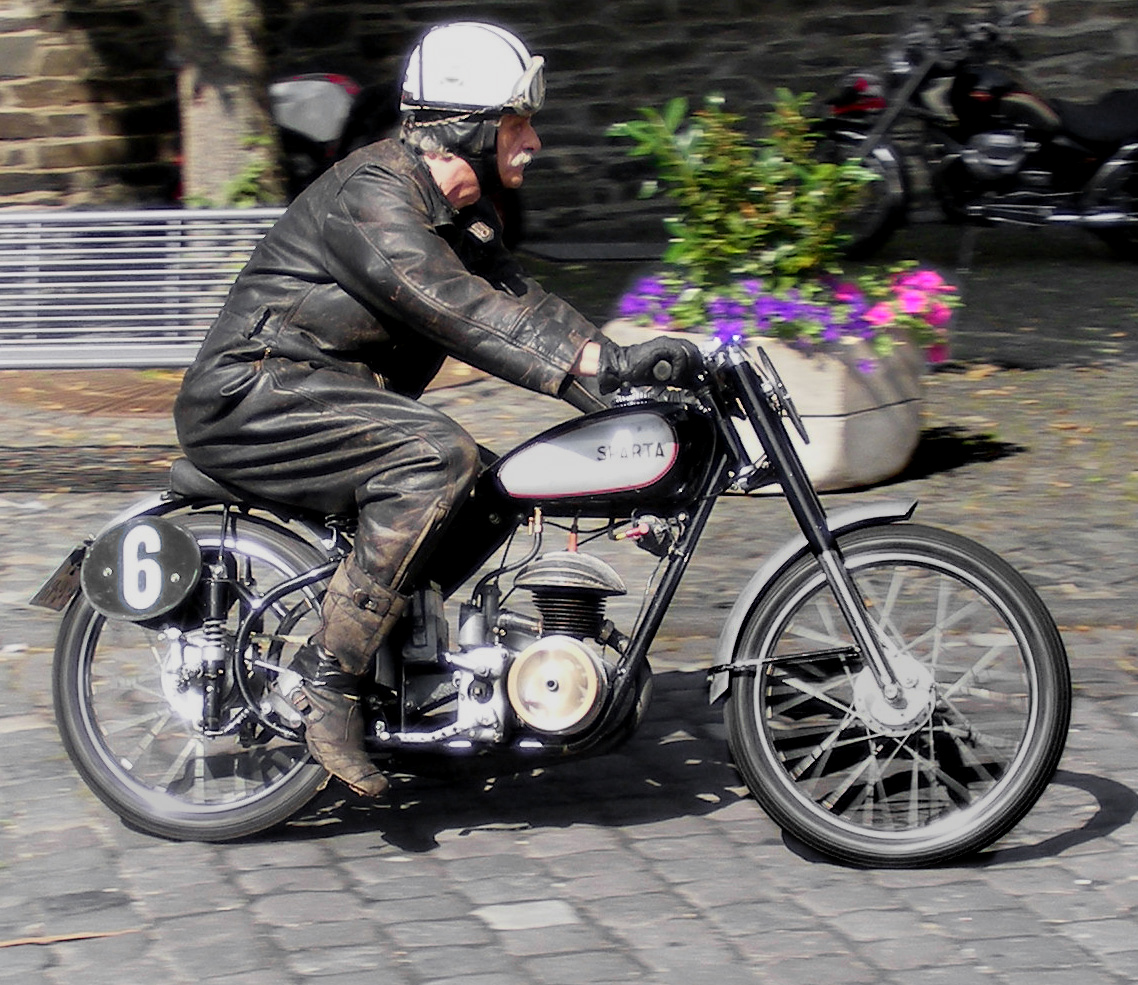
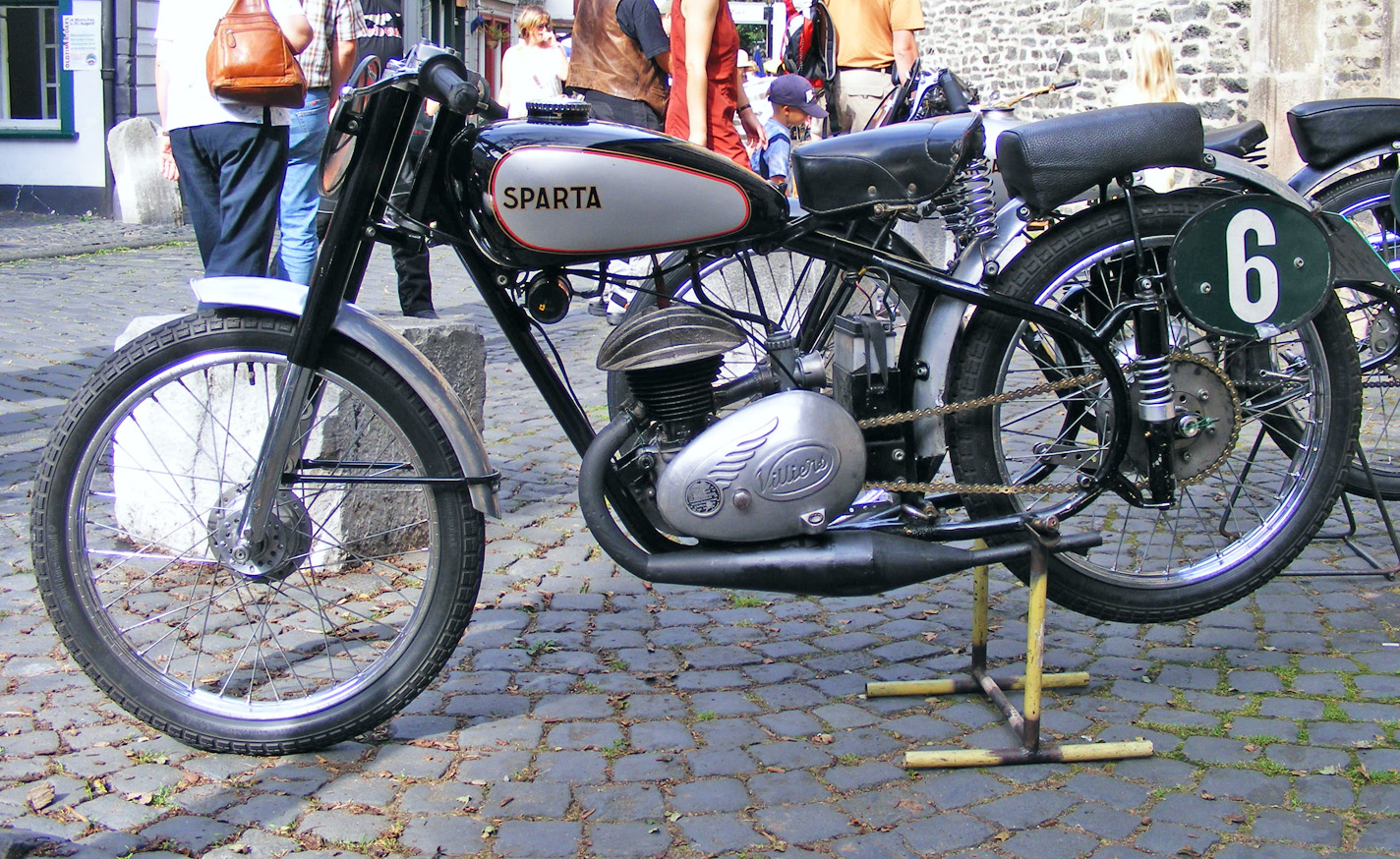
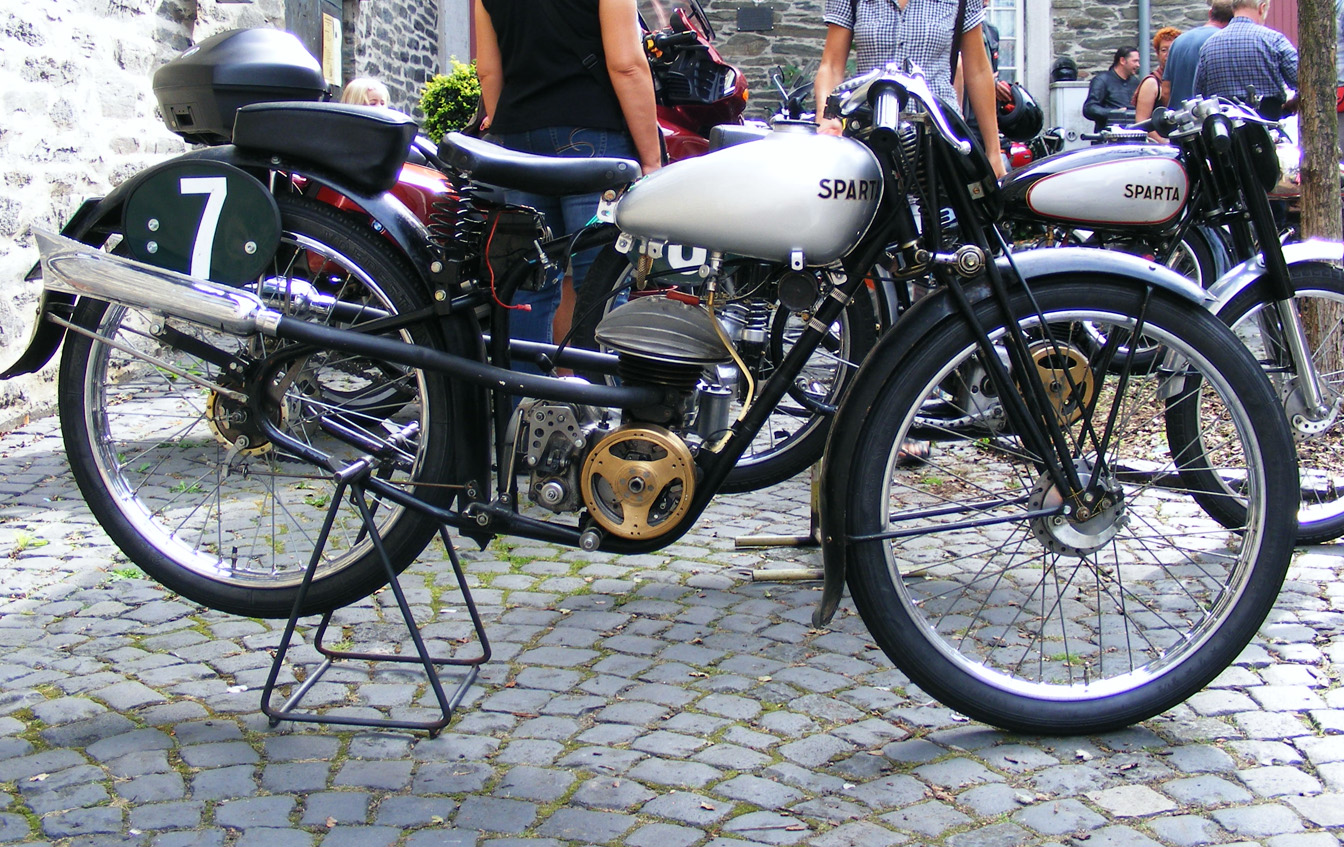
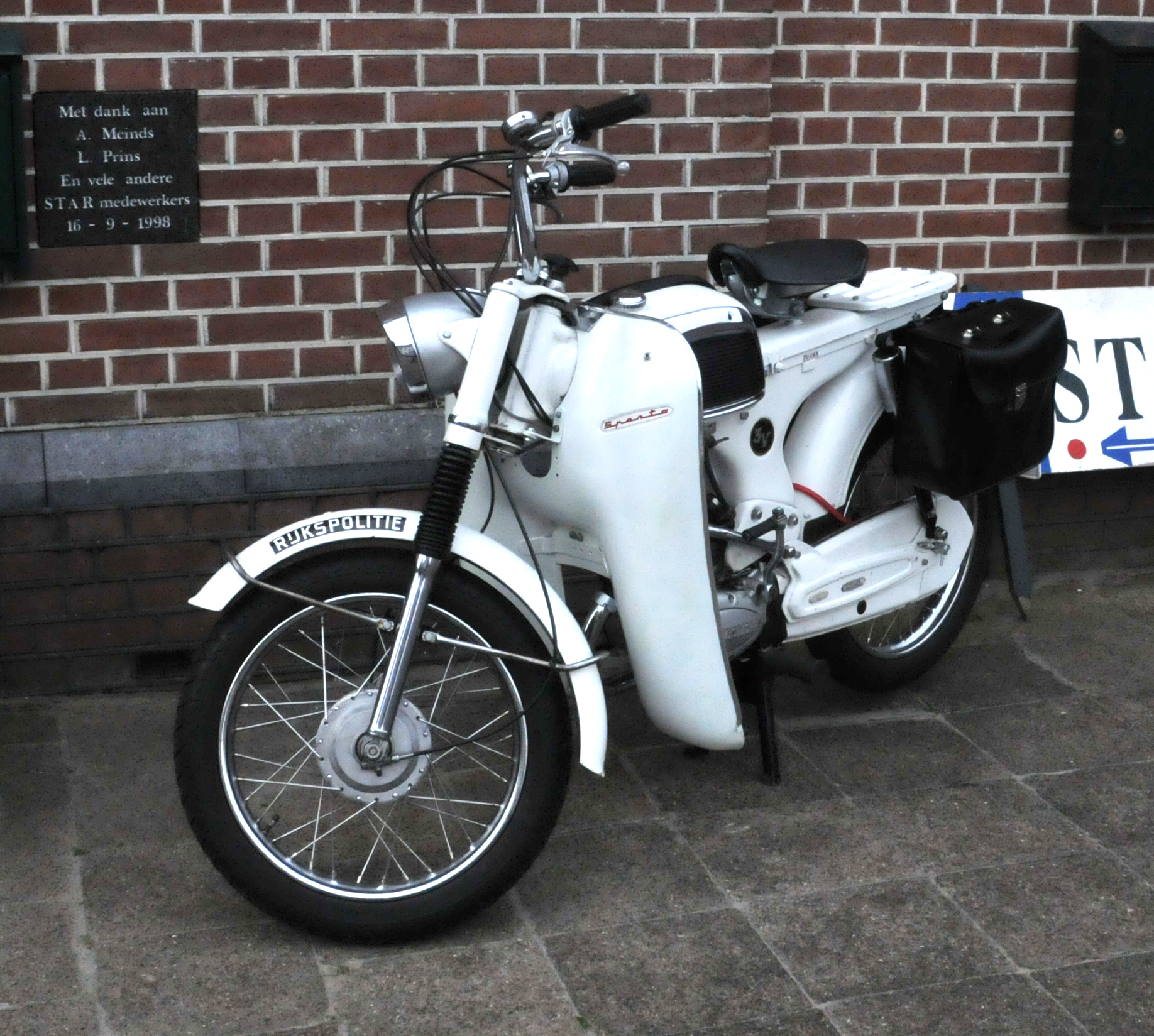
Sparta sport 3V (1974) met een Sachs 50/3 KH-NL blok. van de toenmalige Rijkspolitie